# Bulevardul Unirii din Buzău
Bulevardul Unirii este artera principală a municipiului Buzău, România. Ea străbate orașul din marginea sud-vestică până la cea nordică, trecând prin apropierea centrului orașului și traversând două dintre principalele cartiere, denumite Unirii Nord și Unirii Sud. De-a lungul istoriei, diferite porțiuni ale bulevardului au purtat diverse nume, printre care Filimon Sârbu, Carol al II-lea, Iliescu, Ulița Veche, Calea Ploiești și Calea Focșani.